# Vinhos portugueses

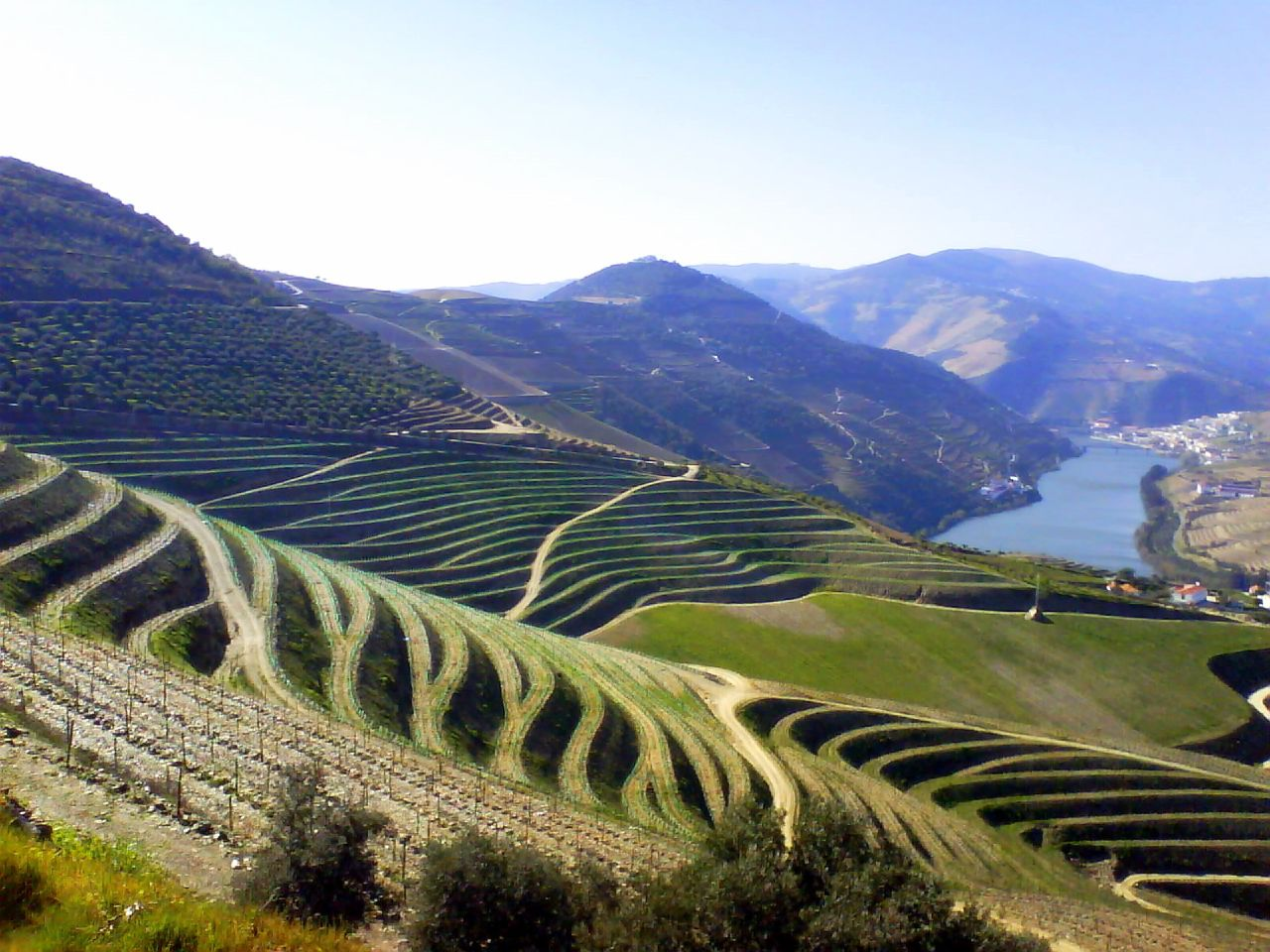
As vinhas tradicionais do Douro são feitas em socalcos, ao longo do rio Douro e afluentes, criando uma paisagem reconhecida pela UNESCO como Património da Humanidade

Os vinhos portugueses são o resultado de uma sucessão de tradições introduzidas em Portugal pelas diversas civilizações que aí se sucederam, como os fenícios, cartagineses, gregos e, acima de tudo, os romanos.
A exportação dos vinhos portugueses iniciou-se para Roma durante o Império Romano. As exportações modernas desenvolveram-se com o comércio para o Reino Unido, após a assinatura do Tratado de Methuen, também referido como o Tratado dos Panos e Vinhos, assinado entre a Grã-Bretanha e Portugal, em 1703.
Portugal tem o mais antigo sistema de apelação do mundo, a Região Demarcada do Douro. Essa região, entre outras, como a dos vinhos verdes, produz alguns dos vinhos mais requintados, exclusivos e valorizados do mundo.
Portugal possui duas regiões produtoras de vinho protegidas pela UNESCO como património mundial: a Região Vinhateira do Alto Douro, onde se produz o conhecido generoso Vinho do Porto, e a Paisagem da Cultura da Vinha da Ilha do Pico.
A vastíssima quantidade de castas nativas (cerca de 285) permite produzir uma grande diversidade de vinhos com personalidades muito distintas. O guia The Oxford Companion to Wine descreve o país como um verdadeiro "tesouro de castas locais".
A qualidade e carácter único dos seus vinhos fazem de Portugal uma referência entre os principais países produtores, com um lugar destacado e em crescimento, entre os 10 principais produtores, com 4% do mercado mundial (2003). Considerado um produtor tradicional do Velho Mundo, 8% do continente é dedicado à cultura da vinha.
As vinhas em Portugal representam 9% do total da União Europeia, a quarta maior superfície depois de Espanha (30%), de França (25%) e de Itália (19%). Em termos de superfície de exploração vitícola, e segundo dados de 2015, em Espanha há 941 mil hectares, em França 803 mil, em Itália 610 mil hectares e em Portugal 199 mil.

## Denominações de origem

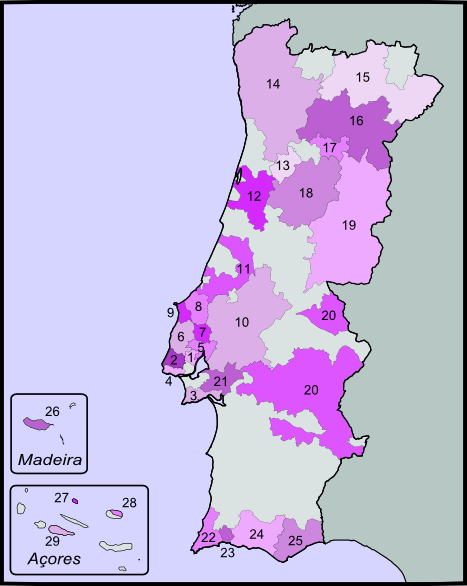
Denominações de Origem Controlada (DOC) portuguesas

A Denominação de Origem designa vinhos cujas características e individualidade são indissociáveis de uma região determinada, sendo vinhos originários dessa região ou vinhos cujas características se devem essencial ou exclusivamente ao meio geográfico, incluindo os factores naturais e humanos. Para beneficiar de uma Denominação de Origem, o processo de produção do vinho é rigorosamente controlado, desde a vinha até ao consumidor, cumprindo a selecção de castas autorizadas, os métodos de vinificação e as características organolépticas, cabendo às Comissões Vitivinícolas Regionais fazer esse controlo, garantindo a genuinidade dentro das suas regiões demarcadas (Lei nº. 8/85, de 4 de Junho).
Com a adesão de Portugal à Comunidade Europeia adoptou-se a nomenclatura comunitária, de classificação dos vinhos: VQPRD, Vinho de Qualidade Produzido em Região Determinada. Esta designação reúne todos os vinhos classificados como DOC, Denominação de Origem Controlada e IPR, Indicação de Proveniência Regulamentada. Existe ainda uma nomenclatura própria para os vinhos licorosos e espumantes: VLQPRD - Vinho Licoroso de Qualidade Produzido em Região Determinada; VEQPRD - Vinho Espumante de Qualidade Produzido em Região Determinada; VFQPRD - Vinho Frisante de Qualidade Produzido em Região Determinada.
- DOC, Denominação de Origem Controlada: Designação atribuída a vinhos de qualidade produzidos em regiões geograficamente limitadas, que cumprem um conjunto de regras que definem as características dos solos, castas autorizadas, práticas de vinificação, teor alcoólico, tempo de estágio, etc. Todas as mais antigas regiões produtoras portuguesas usufruem deste estatuto.
- IPR, Indicação de Proveniência Regulamentada: Designa o vinho que embora gozando de características particulares, terá ainda de cumprir (num período mínimo de 5 anos) todas as regras estabelecidas para poder passar à classificação de DOC.
- Vinho de Mesa: Os vinhos que não se enquadram nas designações atrás referidas, seja pela combinação de castas, vinificação ou outras características, são considerados vinhos de mesa.
- Vinho Regional: Classificação dada a vinhos de mesa com indicação da região de origem. São vinhos produzidos na região específica cujo nome adoptam, elaborados com um mínimo de 85% de uvas provenientes da mesma região, de castas autorizadas (Decreto-Lei nº. 309/91, de 17 de Agosto).[3]

## Castas portuguesas

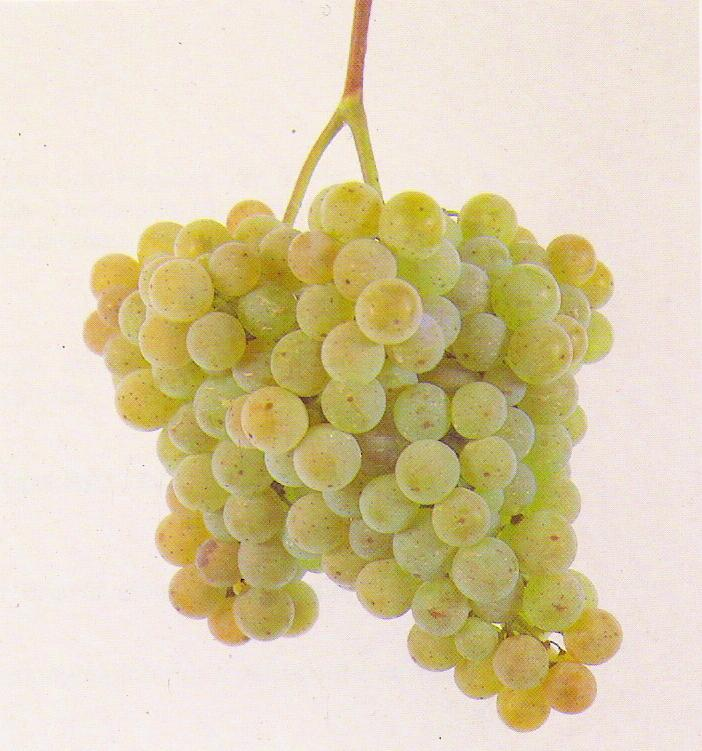
Cacho de Alvarinho, casta característica do Vinho Verde

Em Portugal, como na Europa, são usadas numerosas castas de Vitis vinifera. A vastíssima quantidade de castas nativas (cerca de 285) permite produzir uma grande diversidade de vinhos com personalidades muito distintas. O guia The Oxford Companion to Wine descreve o país como um verdadeiro "tesouro de castas locais".
Algumas das castas tintas portuguesas mais importantes são: Touriga Nacional, Baga, Castelão, Touriga Franca e Trincadeira (ou Tinta Amarela).  
Entre as castas brancas portuguesas, destacam-se: Alvarinho, Loureiro, Arinto, Encruzado, Bical e Fernão Pires. Tradicionalmente combinam-se diversas castas brancas. 
Na sequência da devastação causada pela filoxera em finais do século XIX,  passou a ser utilizada uma casta americana como porta-enxerto das castas portuguesas. Apesar de terem características próprias, há que considerar que a mesma casta de uva poderá produzir vinhos diferentes consoante as condições em que é cultivada.
Tem existido um debate em Portugal relativamente ao uso de castas estrangeiras. O debate continua uma vez que muitos mercados estrangeiros parecem preferir castas que já conhecem, como Cabernet Sauvignon, em relação às castas portuguesas, menos conhecidas.

## Principais regiões vinícolas portuguesas

### Minho

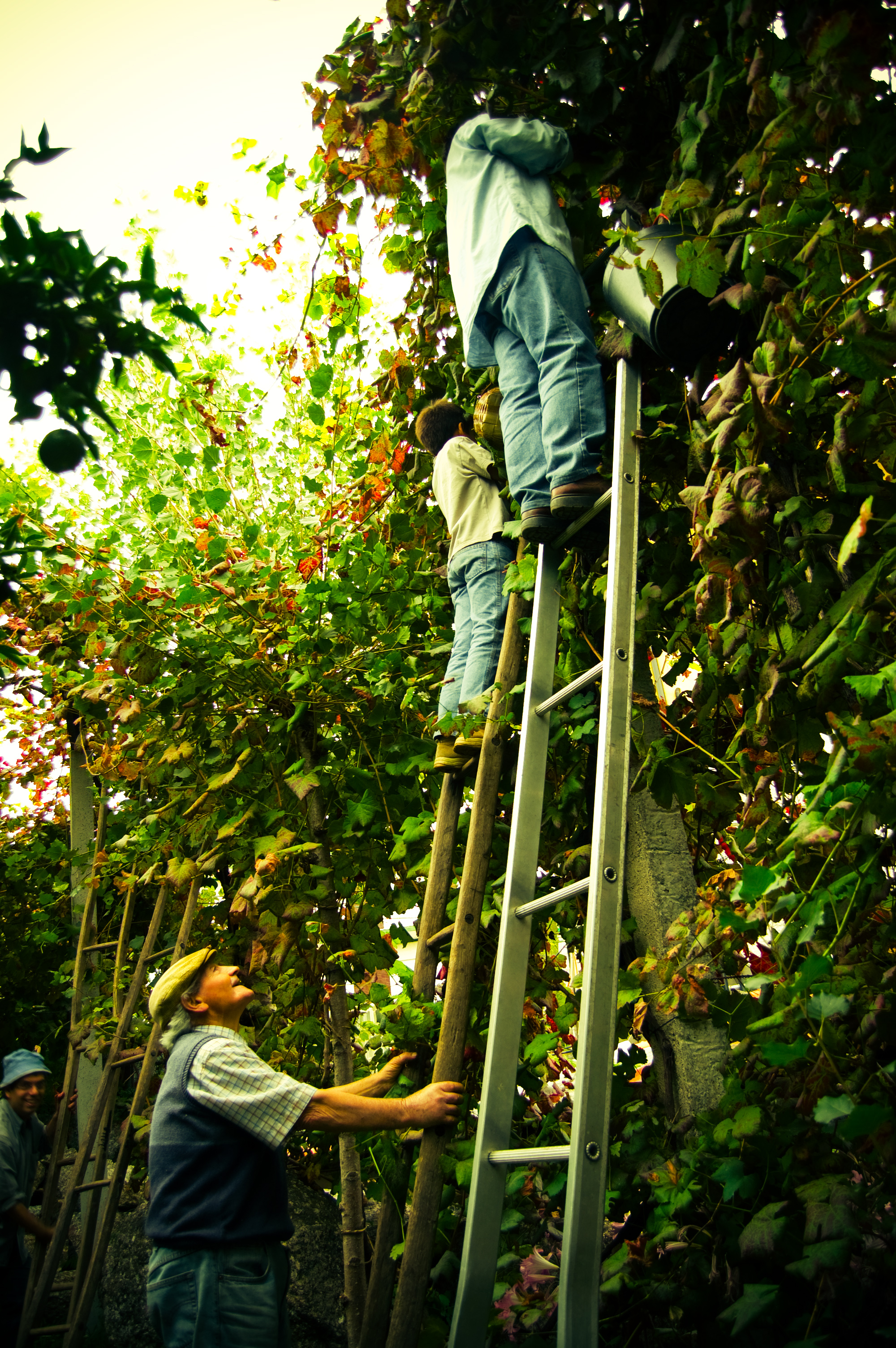
Vindima tradicional para Vinho Verde em pérgulas altas ("vinha de enforcado"), Guimarães, Portugal

O Minho é a maior região vinícola portuguesa e situa-se no noroeste de Portugal, limitada a norte pelo Rio Minho e a oeste pelo oceano Atlântico. No Minho produzem-se vinhos de acidez e frescura características das denominações de origem Vinho Verde DOC e Vinho Regional Minho.
O Minho é uma região de solos maioritariamente graníticos, rica em recursos hídricos, com um clima ameno e húmido de influência atlântica. A cultura da vinha tem no Minho remotas tradições e é possível seguir a sua história até à época romana. A vinha é cultivada em socalcos, com vestígios de uma das mais antigas formas de condução da vinha: a "vinha de enforcado" ou "uveira", em que as videiras são plantadas junto a uma árvore e crescem apoiadas nos seus ramos. No entanto, a maioria das novas explorações opta por métodos modernos de condução da vinha.
Nesta região destacam-se as castas brancas, sendo as mais reconhecidas e utilizadas as: Alvarinho, Loureiro, Trajadura, Avesso, Azal e Arinto, localmente designada Pedernã.

### Douro

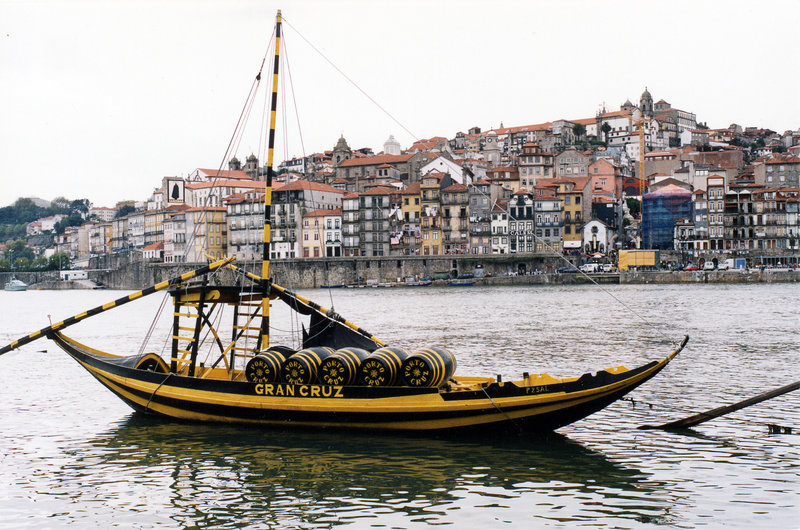
Barcos rabelo, meio de transporte tradicional dos Vinhos do Porto no rio Douro.

O Douro é a mais antiga Região Demarcada do mundo, conhecida pela notável qualidade dos seus vinhos e pelo famoso Vinho do Porto, o vinho generoso que esteve na origem da demarcação, ordenada em 1756 pelo Marquês de Pombal.
O Douro localiza-se no Nordeste de Portugal, rodeado pelas serras do Marão e de Montemuro. A maioria das plantações é feita em socalcos, talhados nas encostas dos vales ao longo do rio Douro e seus afluentes. Os solos são essencialmente de xisto, embora em algumas zonas também graníticos. Embora particularmente difíceis de trabalhar, estes solos são benéficos para a longevidade das vinhas e permitem mostos concentrados de açúcar e cor. A cultura da vinha na região remonta à ocupação romana, mas foi no século XVII que o vinho do Porto teve grande expansão, originando o Tratado de Methwen entre Portugal e a Inglaterra, com vista à sua exportação.
As vinhas do Douro criam uma paisagem magnífica reconhecida pela UNESCO como Património da Humanidade desde 2001. Entre as diversas castas cultivadas destacam-se a Touriga Nacional, Touriga Franca, Tinta Barroca, Tinto Cão e Tinta Roriz.

### Dão
A região do Dão situa-se na Beira Alta, no Centro-Norte de Portugal, protegida dos ventos pelas serras do Caramulo, Montemuro, Buçaco e Estrela. As vinhas situam-se entre os 400 e os 700 metros de altitude, em planaltos de solos xistosos e graníticos de pouca profundidade, onde abundam os pinhais, produzindo vinhos encorpados com elevada capacidade de envelhecimento em garrafa.
O clima de influência continental do Dão apresenta extremos, com invernos frios e chuvosos e verões quentes e secos. Inicialmente a vinha foi desenvolvida pelo clero, especialmente pelos monges de Cister. Em 1908, tornou-se na segunda região demarcada portuguesa. Com a entrada de Portugal na CE, em 1986, as vinhas passaram por um processo de reestruturação, com novas técnicas vinícolas e escolha de castas apropriadas.
O Dão apresenta uma grande diversidade de castas, entre as quais as tintas Touriga Nacional, Alfrocheiro, Jaen e Tinta Roriz e as brancas Encruzado, Bical, Cercial, Malvasia Fina e Verdelho.

### Bairrada
A Bairrada estende-se na Beira Litoral, entre Águeda e Coimbra, até às dunas do litoral. A Bairrada tem um clima suave, temperado pela proximidade do oceano Atlântico. Apesar da produção de vinho existir desde o século X, foi no século XIX que se transformou numa região produtora de vinhos de qualidade tintos, brancos e espumantes.
Nesta região de terras planas destacam-se dois tipos de solos que originam vinhos diversificados: os argilosos, cujo barro deu origem ao nome Bairrada, e os solos arenosos. A casta Baga é a variedade tinta dominante na região. Cultivada nos solos argilosos, origina vinhos carregados de cor e muito ricos em taninos, que lhes dão elevada longevidade. Nas castas brancas, plantadas nos solos arenosos da região, destacam-se as castas Bical e Fernão Pires, na região denominada Maria Gomes, que origina vinhos brancos delicados e aromáticos. Os espumantes naturais da região são muito utilizados a acompanhar a cozinha local, como o tradicional Leitão da Bairrada.
Recentemente, foi permitido na região DOC da Bairrada plantar castas internacionais, como a Cabernet Sauvignon, Syrah, Merlot e Pinot Noir que partilham os terrenos com as castas nacionais.

### Valpaços
A região vinícola de Valpaços situa-se em plena Terra Quente Transmontana.
Valpaços é um vinho de qualidade, produzido no Concelho de Valpaços, mas também em Mirandela. Os viticultores desta região apostaram na reconversão das suas vinhas. As vinificações são feitas todas em cubas de aço inox e com controlo de temperatura. Os vinhos velhos são estagiados em barricas de madeira de carvalho novo.
Os vinhos da região de Valpaços são produzidos com castas regionais seleccionadas de qualidade superior. A conjugação da qualidade dessas castas com um micro-clima com características excepcionais para a produção de um vinho de superior resulta num vinho que por variadas vezes é premiado internacionalmente. O clima quente na altura da maturação da uva determina a concentração de açucares na mesma e determina um teor alcoólico mais elevado nos vinhos produzidos a partir dessa uva.
Os vinho de região de Valpaços têm algumas semelhanças aos vinhos do Alentejo devido ao clima quente que possuem as duas regiões na altura da maturação da uva. Distinguem-se dos vinhos da Região Demarcada do Douro por não realizar a selecção de uvas para fazer os vinhos generosos.
Principais características dos vinhos produzidos na região de Valpaços:
O vinho de casta Trincadeira ou Tinta Amarela é um vinho que se apresenta límpido, com aroma abaunilhado à mistura com madeira, com sabor aveludado e evoluído.
Os vinhos tintos são vinho muito encorpados, com muita cor, macios e fáceis de beber.
Os vinhos brancos são vinhos que possuem uma acidez correcta, que são frescos, leves e com aroma floral

### Alentejo
O Alentejo é uma das maiores regiões vinícolas de Portugal, com cerca de 22.000 hectares, correspondendo a dez por cento do total de vinha de Portugal. Região quente e seca do sul, é dominada por extensas planícies de solos pobres. As muitas horas de sol e as temperaturas muito elevadas no verão permitem a maturação perfeita das uvas.
A cultura da vinha na região remonta à presença romana, após a fundação de Beja, entre 31 e 27 a. C.. A vinificação tradicional da região é herdeira dos processos romanos, como a fermentação feita em grandes talhas de barro . 
Nos anos 1980 o Alentejo foi palco de uma vasta modernização da produção vitivinícola, com inúmeros investimentos, novos produtores e cooperativas, resultando na demarcação oficial da região em 1988 e no reconhecimento internacional dos vinhos alentejanos.
Nos vinhos alentejanos pontuam as castas Trincadeira, Aragonez, Castelão e Alicante Bouschet, resultando em tintos encorpados, ricos em taninos e aromas a frutos silvestres. As castas brancas são a Roupeiro, a Antão Vaz e a Arinto, resultando em vinhos brancos geralmente suaves, com aromas a frutos tropicais.
A região está subdividida em oito sub-regiões nas quais se produzem vinhos DOC: Reguengos, Borba, Redondo, Vidigueira, Évora, Granja-Amareleja, Portalegre e Moura. Apresenta também uma elevada produção de Vinho Regional, que permite a inclusão de outras castas, como Touriga Nacional, Cabernet Sauvignon, Syrah ou Chardonnay.
Actualmente é a região com maior crescimento de Portugal. Entre fevereiro de 2008 e janeiro de 2009 os vinhos do Alentejo, com Denominação de Origem Controlada (DOC) e Vinho Regional Alentejano, atingiram uma quota de mercado de 44,30%, em valor, e de 40%, em volume.

### Madeira

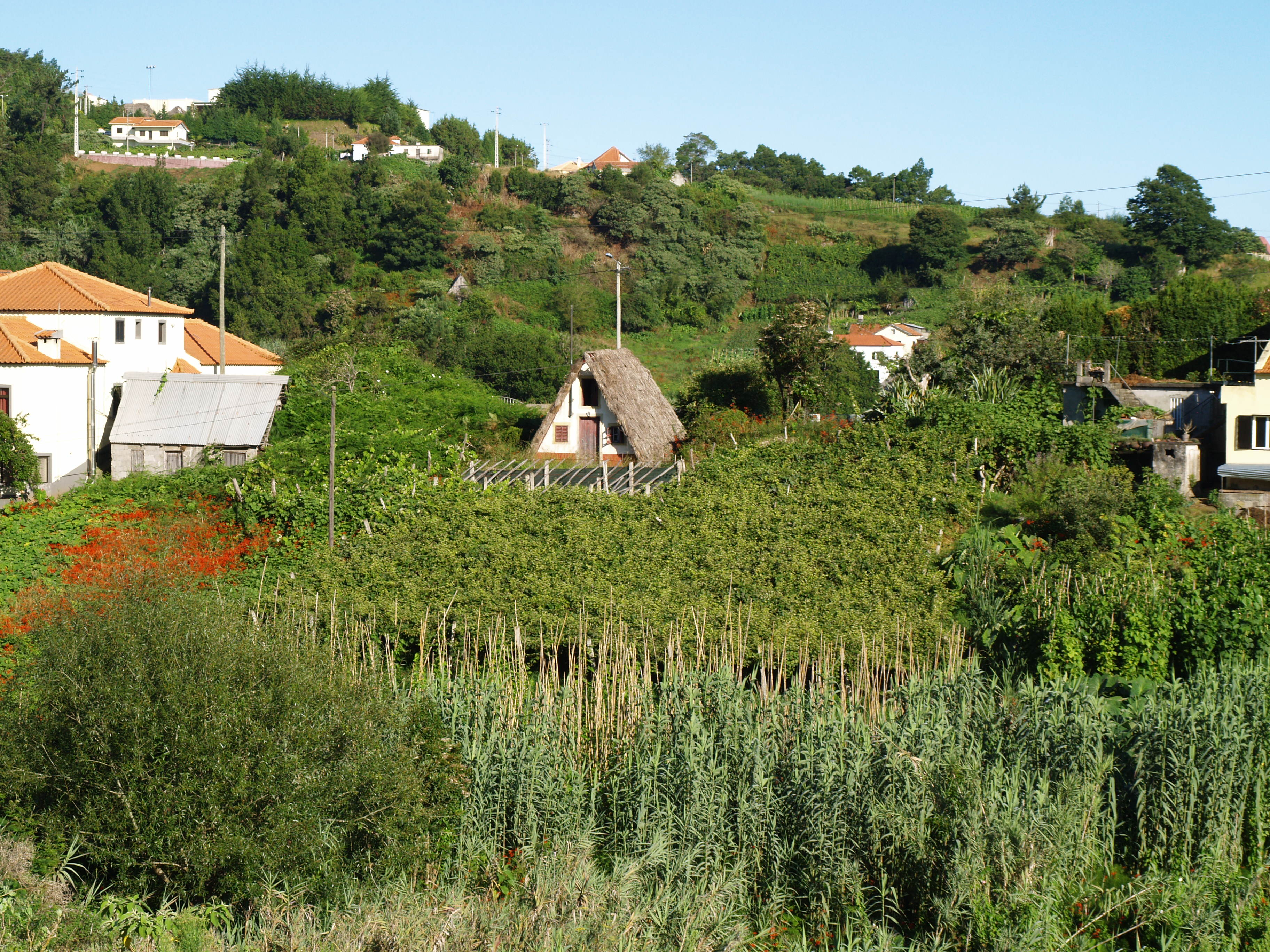
Vinha entre outras culturas próximo de Santana, Madeira

A Ilha da Madeira, situada no oceano Atlântico, a oeste da costa africana, ficou famosa pelo Vinho da Madeira, vinho generoso muito aromático mencionado por Shakespeare e que chegou a ser usado como perfume nas cortes europeias.
O arquipélago é de origem vulcânica e clima subtropical de temperaturas amenas, com baixas amplitudes térmicas e humidade atmosférica elevada. Embora não pareça o clima ideal para a vinicultura, a adaptação de castas mediterrânicas e a posição estratégica no Atlântico contribuíram para criar aqui um dos mais famosos vinhos do mundo.
A produção de vinho na Madeira remonta à época do descobrimento da ilha, em 1419. As primeiras castas como a Malvasia chegaram à ilha por ordem do Infante D. Henrique, importadas de Cândia, capital de Creta. Mais tarde foram introduzidas outras como a Tinta Negra Mole, a Sercial, a Boal e a Verdelho. A produção de vinho foi estimulada pela necessidade de abastecer os navios nas rotas Atlânticas entre a Europa, o Novo Mundo e a Índia. Transportados em navios, os barris ficavam sujeitos a grandes variações de temperatura, pelo que os vinhos eram fortificados para resistir à viagem, verificando-se que o vinho resultava mais aromático. Assim nasceu o processo de vinificação por estufagem em canteiro, em que o vinho é aquecido, e que dá aos vinhos da Madeira uma longevidade pouco comum, permanecendo inalterados longos anos após o engarrafamento ou a abertura.
A Denominação de Origem Madeira é constituída por cerca de 450 hectares de vinha, de castas tintas e brancas, plantadas nas encostas de origem vulcânica. A casta Tinta Mole é a mais plantada, contudo também existem castas mais raras como Sercial, Boal, Malvasia e Verdelho que conferem quatro níveis de doçura ao vinho (doce, meio doce, meio seco e seco).

### Bucelas

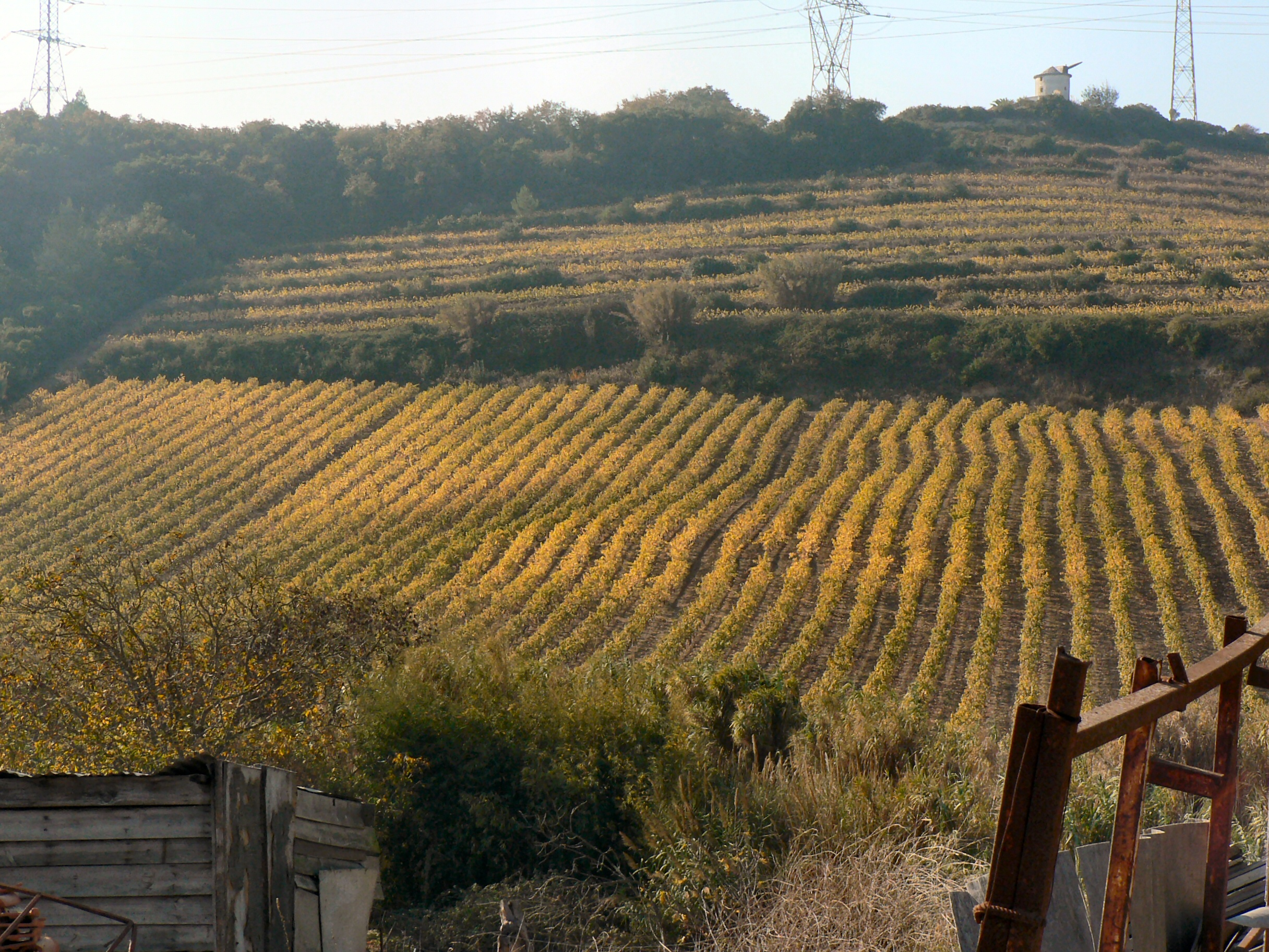
Vinha em Bucelas, próximo de Lisboa, região de vinhos brancos históricos, onde domina a casta Arinto

Bucelas é uma pequena região a norte de Lisboa, no concelho de Loures, que produz um dos vinhos brancos mais históricos de Portugal. Foi elevada a Região Demarcada em 1911 e é uma Denominação de Origem Controlada (DOC).
Foi no século XVIII que o vinho de Bucelas se tornou conhecido internacionalmente. Durante as invasões francesas, o Duque de Wellington, comandante das tropas anglo-portuguesas contra os exércitos napoleónicos, ofereceu-o a Jorge III introduzindo-o na corte Inglesa, onde o seu consumo se tornou um hábito. Inicialmente foi conhecido pelo nome de Charneco e, mais tarde, pelo nome de Lisbon Hock (vinho branco de Lisboa).
As vinhas instalam-se em caeiras, no vale do rio Trancão, em solos derivados de margas e calcários duros. Com um clima bastante frio no inverno e temperado no verão, a casta dominante é a Arinto, com uma presença mínima de 75%, seguida da Sercial e Rabo de Ovelha. Os vinhos brancos de Bucelas são secos, leves e quando envelhecidos ganham tom dourado e aromas complexos. Produzem-se também espumantes com aromas frutados, de excelente qualidade.

### Colares
Pequena região vinícola em redor da vila de Colares, entre a Serra de Sintra e o Atlântico. É conhecida pelos vinhos tintos encorpados, de cor densa e ricos taninos, nascidos junto ao mar, entre dunas de areia e paliçadas de cana.  
Colares foi região demarcada em 1908, mas a origem dos seus vinhos remonta a 1255, quando D. Afonso III aí fez plantar videiras vindas de França. As suas características únicas são principalmente o facto da vinha ser instalada em "chão de areia", com as videiras plantadas directamente na areia, sem recurso a porta-enxertos: os solos arenosos conseguiram manter afastada a filoxera, por isso certas vinhas de Colares, não enxertadas, estão entre as mais antigas de Portugal. 
A casta tinta tradicional da região é a Ramisco, com representação mínima de 80% nos vinhos DOC da região, assim como a Malvasia, nas castas brancas.

### Carcavelos
Carcavelos é a mais pequena região vinícola portuguesa e situa-se em torno da freguesia de Carcavelos, nos concelhos de Cascais e de Oeiras. A região tem a classificação de Denominação de Origem Controlada. Com uma tradição vinícola que remonta ao Marquês de Pombal, que aí possuía vinhas, a região distingue-se pelo vinho licoroso, cor de topázio, com sabores e aromas amendoados, adquirindo um perfume acentuado com o envelhecimento.

### Setúbal
A península de Setúbal, que usufrui de um clima misto sub-tropical e mediterrânico, influenciado pela proximidade do mar e dos rios Tejo e Sado, e da Serra da Arrábida tem uma tradição vinícola que remonta ao intenso comércio romano da região. É conhecida pelos vinhos generosos Moscatel de Setúbal, produzidos de castas moscatel, por vinhos tintos de cor intensa e aroma cheio onde se destaca a casta Periquita e por vinhos brancos elegantes, elaborados com predominância da casta Fernão Pires, que exibem um aroma frutado. A região, que reúne as DOC Setúbal e Palmela, foi demarcada em 1907/1908.

### Algarve
O Algarve é uma região de clima marítimo, pela influência do oceano Atlântico e, simultâneamente, quente e seco, pela existência de montanhas a norte (Espinhaço de Cão, Caldeirão e Monchique). Tem uma amplitude térmica reduzida e uma exposição solar bastante significativa.
A adega cooperativa de Lagoa chegou a produzir por ano quase quatro milhões de litros de vinho, sendo que era o vinho desta zona do Algarve que abastecia os militares que lutavam nas ex-colónias portuguesas em África.
Dado o grande desenvolvimento do turismo na região, o sector vinícola foi deixado para segundo plano, e só há alguns anos se voltou a investir neste sector económico.
O Algarve tem quatro Denominações de Origem: Lagos, Lagoa, Portimão e Tavira , embora a venda do vinho se faça sob indicação geográfica. As castas principais são, das tintas, a Castelão e a Negra Mole e, das brancas, a Arinto e a Síria. São vinhos suaves e frutados.
Em 2019 há 1.500 hectares de vinha cultivada, mas apenas 800 são controlados pela comissão e inscritos para a produção de vinho de indicação geográfica e denominação de origem Algarve, havendo ainda uma parte da vinha que não é canalizada para a produção de vinho de qualidade.

## Exportação
Os vinhos têm sido uma das mais destacadas exportações portuguesas. Em 2005 o país era o sétimo maior exportador mundial, em valor.
| Posição       | País           | 1000 toneladas |
| ------------- | -------------- | -------------- |
| 1             | Itália         | 1552,10        |
| 2             | França         | 1367,86        |
| 3             | Espanha        | 1364,75        |
| 4             | Austrália      | 695,51         |
| 5             | Chile          | 422,42         |
| 6             | África do Sul  | 349,28         |
| 7             | Estados Unidos | 345,92         |
| 8             | Alemanha       | 284,50         |
| 9             | Moldávia       | 254,18         |
| 10            | Portugal       | 251,47         |
| Total mundial | Total mundial  | 7929,85        |

| Posição | País           | Percentagem do mercado (% valores em US$) |
| ------- | -------------- | ----------------------------------------- |
| 1       | França         | 34.01%                                    |
| 2       | Itália         | 18.03%                                    |
| 3       | Austrália      | 10.24%                                    |
| 4       | Espanha        | 9.18%                                     |
| 5       | Chile          | 4.13%                                     |
| 6       | Alemanha       | 3.25%                                     |
| 7       | Portugal       | 3.17%                                     |
| 8       | Estados Unidos | 3.00%                                     |
| 9       | África do Sul  | 2.90%                                     |
| 10      | Nova Zelândia  | 1.61%                                     |